# 妻科駅
妻科駅（つましなえき）は、かつて長野県長野市南長野に存在した善光寺白馬電鉄の駅（廃駅）である。同線の廃止に伴い廃駅となった。

## 歴史
- 1936年（昭和11年）11月22日：南長野 - 善光寺温泉東口間の開通により開業。
- 1944年（昭和19年）1月10日：善光寺白馬電鉄の休線により休止。
- 1969年（昭和44年）7月9日：善光寺白馬電鉄の廃線により廃止。

## 駅構造
単式ホーム1面1線を有する地上駅であった。

## 駅周辺

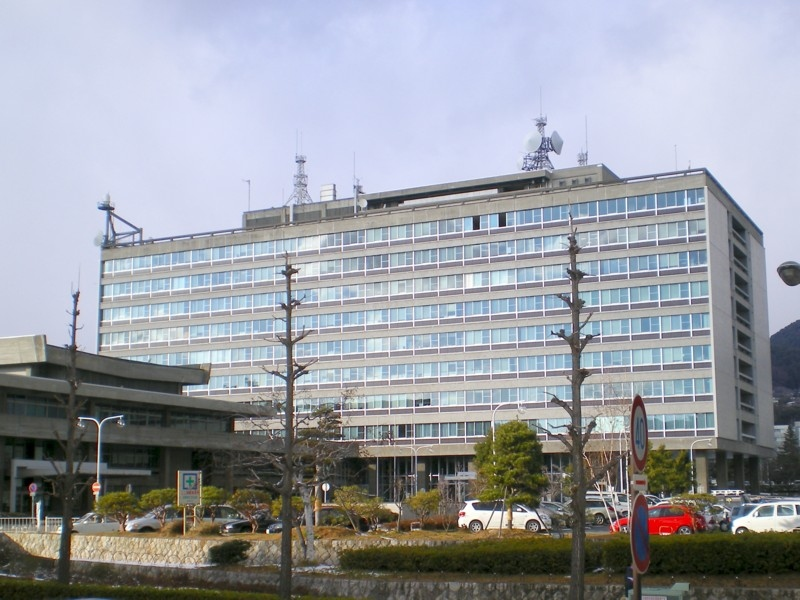
長野県庁舎

駅跡地は長野県庁舎から少し西へ離れた所にあり、その西を裾花川が流れる。寺院や神社は北側にあり、そこを抜けると信州大学の長野（教育）キャンパスに至る。駅跡付近は民家が多いため店舗はほぼ無いが、路地裏には味噌醸造所がある。
- 長野県庁舎
- 信州大学長野（教育）キャンパス
- 原立寺 - 日蓮宗の寺院
- 善松寺 - 曹洞宗の寺院
- 妻科神社
- 井上醸造[1] - 味噌醸造所
- 国道19号
- 長野県道399号長野豊野線
- 裾花川

## 隣の駅
善光寺白馬電鉄
山王駅 - 妻科駅 - 信濃善光寺駅